# Mammut Sports Group
Mammut Sports Group AG er en schweizisk producent af udstyr og beklædning til bjergbestigning, trekking og skisport med hovedkvarter i Seon, Aargau. Virksomheden blev etableret i 1862 af Kaspar Tanner i Dintikon.